# Bell 533
Il Bell 533 era un elicottero sperimentale prodotto da Bell Helicopter all'inizio degli anni '60 su richiesta dello United States Army per studiare il comportamento dei rotori ad alte velocità di volo. Nel 1969 il Bell 533 raggiunse la velocità massima di 508,6 km/h.

## Sviluppo
Tra gli anni '50 e '60 del ventesimo secolo lo United States Army avviò un programma per studiare alcuni miglioramenti agli elicotteri esistenti. Bell Helicopter fu uno dei costruttori che partecipò al programma studiando miglioramenti sul Bell UH-1B. Dopo lo studio, Bell inviò una proposta per un progetto chiamato High Performance Helicopter. Il 7 agosto 1961 il Transportation Research and Engineering Command dell'esercito assegnò a Bell un contratto per produrre un elicottero sperimentale ad alte prestazioni.
Nel corso del suo utilizzo il Bell 533 è stato collaudato in tre configurazioni principali: la prima era una modifica di un YH-40, uno dei sei esemplari di pre-produzione dell'UH-1, con alcune modifiche per ridurre la resistenza aerodinamica, la seconda comprendeva l'aggiunta di due ali e la terza l'aggiunta di due turbogetti ausiliari.

## Impiego operativo
La prima fase del programma era finalizzata a studiare varie configurazioni del rotore e vari metodi di riduzione della resistenza aerodinamica. Bell produsse il Model 533 modificando un YH-40, versione di preserie del Bell UH-1, aggiungendo carenature aerodinamiche in fibra di vetro sulla fusoliera posteriore, carenature per il pattino, una nuove deriva con profilo alare modificato, un meccanismo che permetteva l'inclinazione dell'albero del rotore anche in volo, una carenatura per l'albero del rotore e installando le componenti dinamiche già utilizzate sull'UH-1B. Il Bell 533 volò per la prima volta il 10 agosto 1962 dallo stabilimento Bell di Fort Worth dopo essere stato testato nella galleria del vento dell'Ames Research Center. Originariamente dotato dello stesso rotore principale dell'UH-1B, poco dopo il suo primo volo e prima dell'inizio delle attività sperimentali, sul Bell 533 venne testato un rotore tripala del diametro di 12,8 m che poteva essere installato sia rigidamente sia su una sospensione cardanica. In questa configurazione il Bell 533 raggiunse la massima velocità di 280 km/h.

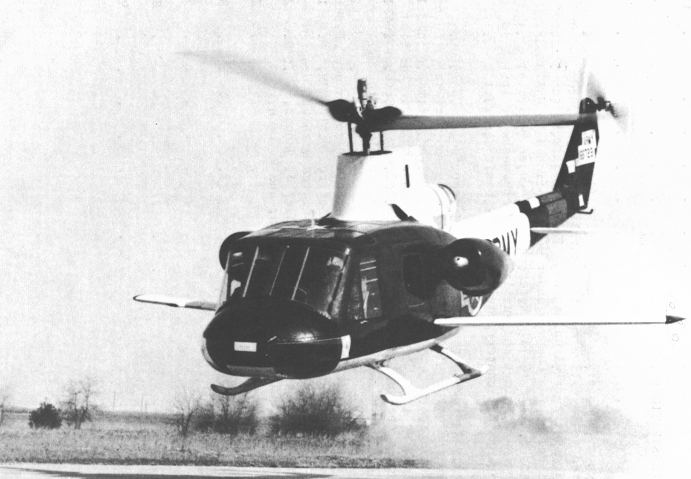
Il Bell 533 con ali e turbogetti installati

Dopo avere ultimato la prima parte del programma lo U.S. Army finanziò una seconda parte del programma, destinata a svolgere ricerca sulla spinta ausiliaria. A tal proposito Bell installò sul Model 533 due turbogetti J69-T-9 da 4,09 kN di spinta ciascuno su due piloni in fusoliera e due semiali di 8,16 m di apertura; il rotore bipala venne modificato adottando pale sperimentali in sostituzione delle pale dell'UH-1B. L'angolo di freccia poteva essere regolata al suolo e in volo era possibile modificare l'incidenza delle ali grazie a un collegamento con il comando del passo collettivo. Dopo avere compiuto alcuni voli di prova con le ali, il 21 ottobre 1963 le ali vennero rimosse e vennero installati i turbogetti. Per ovviare alla turbolenza generata dai motori, venne installato uno stabilizzatore aggiuntivo sulla deriva. Il 2 marzo 1964 iniziarono i voli in configurazione completa, con ali e turbogetti, che portarono a raggiungere la velocità massima di 344 km/h.
Dopo avere ultimato i voli di prova per l'esercito nell'aprile 1964, Bell installò delle nuove pale con estremità spazzate e il Bell 533 raggiunse la velocità massima di 357 km/h. I J69-T-9 vennero sostituiti con due J69-T-29 da 7,56 kN ciascuno. In seguito a questa modifica, il 15 ottobre 1964, il Bell 533 divenne il primo elicottero della storia a superare la velocità di 200 nodi (370 km/h), raggiungendo la velocità di 379 km/h, il 6 aprile 1965 raggiunse i 402 km/h.
All'inizio del 1968 lo U.S. Army assegnò un nuovo contratto a Bell. Le semiali vennero sostituite con due semiali rettilinee, montate in posizione sopraelevata e più arretrata rispetto alle precedenti, alle cui estremità erano installati due turbogetti JT12A-3 da 13,3 kN. I comandi di volo vennero modificati per consentire il passaggio da controllo dell'assetto attraverso il passo ciclico all'uso delle ali. Il 15 aprile 1969 il Bell 533 raggiunse la velocità di 508,6 km/h. Nell'ultima fase del programma il rotore bipala venne sostituito con un rotore quadripala rigido.